# Chris Chaney
Chris Chaney, nacido el 14 de junio de 1970, es un bajista de rock estadounidense.
Fue el tercer bajista del grupo Jane's Addiction después de Eric Avery y Flea. Ha grabado y participado en giras con Alanis Morissette entre 1995 y 2002. Chris Chaney también ha tomado parte en The Panic Channel con Dave Navarro y en el grupo del baterista Taylor Hawkins.
En el 2009, Chris Chaney ha grabado varias canciones de Slash, el álbum de Slash.
Actualmente, Chaney se desempeña como bajista de gira para AC/DC.
- Datos: Q598026